# Stadion Olimpijski w Tokio (1958)
Narodowy Stadion Olimpijski (jap. 国立霞ヶ丘陸上競技場 Kokuritsu Kasumigaoka Rikujō Kyōgijō; dosł. Narodowy Stadion Lekkoatletyczny w Kasumigaoka) – stadion położony w tokijskiej dzielnicy Shinjuku.
Obiekt był główną areną zmagań sportowych podczas igrzysk olimpijskich w 1964, a także igrzysk azjatyckich w 1958 roku. W 1991 roku gościł uczestników lekkoatletycznych mistrzostw świata. Swoje mecze rozgrywała na nim reprezentacja Japonii w piłce nożnej mężczyzn oraz drużyny klubowe w finałowych pojedynkach pucharowych. Na stadionie tym odbywały się również ważniejsze mecze rugby union i futbolu amerykańskiego.
Został zburzony w maju 2015 roku, a na jego miejscu zbudowano nowy Stadion Narodowy na Letnie Igrzyska Olimpijskie 2020.